# Irén Sütő

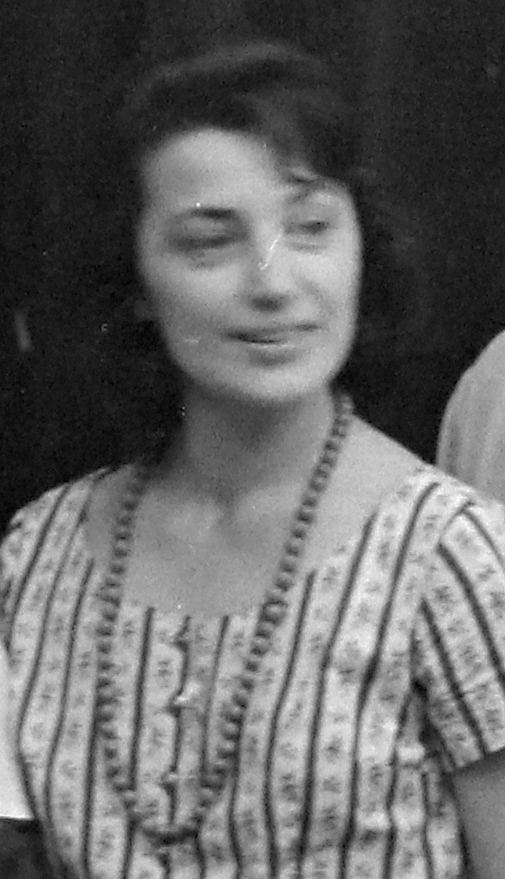
Irén Sütő (1964)

Irén Sütő [anhörenⓘ ˈireːn ˈʃytøː] (* 16. Mai 1926 in Pesterzsébet, Königreich Ungarn; † 20. September 1991 in Budapest) war eine ungarische Schauspielerin.

## Leben
Irén Sütő arbeitete vor Beginn ihrer Filmkarriere in ihrem Heimatland als Theaterschauspielerin. Mitte der 1950er Jahre hatte sie ihre erste Filmrolle in Viktor Gertlers Kriminalfilm Der Fall Judith B. als Bea Gerlóczy an der Seite von Violetta Ferrari. In der Folgezeit arbeitete sie mehrfach mit dem Regisseur Zoltán Fábri zusammen.
Im Jahr 1971 spielte sie als Dona Lucia in der deutsch-sowjetischen Koproduktion Goya unter der Regie von Konrad Wolf.

## Filmografie
- 1955: Der Fall Judith B. (Gázolás)
- 1956: Az élet hídja
- 1956: Melyiket a kilenc közül?
- 1957: A császár parancsára
- 1957: Um Mitternacht (Éjfélkor)
- 1958: Vacsora a Hotel Germániában (TV)
- 1958: Die Wendeltreppe (Csigalépcső)
- 1959: Von Sonnabend bis Montag (Szombattól hétfőig)
- 1960: Alázatosan jelentem
- 1964: Özvegy menyasszonyok
- 1966: Ich lüge nie (Nem szoktam hazudni)
- 1967: A múmia közbeszól
- 1969: Bözsi és a többiek (TV-Mehrteiler)
- 1970: Csak egy telefon
- 1971: Agitátorok
- 1971: Goya
- 1973: Die Taube auf dem Dach
- 1975: Michael Strogoff (TV-Serie, eine Folge)
- 1975: Der unvollendete Satz (141 perc a befejezetlen mondatból)
- 1976: Le a cipővel! (TV)
- 1976: Megtörtént bűnügyek (TV-Serie, eine Folge)
- 1977: Gabi (TV)
- 1979: Kentaurok
- 1980: Wer spricht denn hier von Liebe? (Ki beszél itt szerelemről?!)
- 1981: Családi kör (TV-Serie, eine Folge)
- 1982: Glória (TV)
- 1985: Széchenyi napjai (TV-Mehrteiler)
- 1992: Pierre qui brûle (TV)